# Дозвольте представитися? Рокко Папалео
Дозвольте представитися? Рокко Папалео (італ. Permette? Rocco Papaleo) — італійська кінокомедія 1971 року режисера Етторе Скола.

## Сюжет
Провінційний шахтар, сицилійський іммігрант Рокко Папалео (Марчелло Мастроянні) разом з друзями приїжджає до Чикаго з Канади, щоб потрапити на боксерський матч. Перед матчем він блукає по місту і його збиває автомобіль, за кермом якого сиділа екстравагантна дівчина Дженні (Лорен Гаттон). Щоб допомогти потерпілому вона підвозить його до стадіону, але виявляється, що Рокко загубив квиток на матч. Тоді Дженні пропонує йому подивитися бій по телевізору у неї вдома. Чи зможе дещо простакуватий Рокко розпізнати ті небезпеки, які чекають на нього у нетрях великого міста.

## Ролі виконують
- Марчелло Мастроянні — Рокко Папалео
- Лорен Гатон — Дженні
- Том Рід — «Чингісхан»
- Бріціо Монтінаро[it]